# 塔吉克边防军
塔吉克边防军是塔吉克斯坦的边防安全部队，是塔吉克斯坦军事力量的一个组成部分。塔吉克边防军通常由欧洲安全与合作组织（OSCE）及阿富汗边境警察负责训练，士兵也会在位于塔首都杜尚别的边防军学院以及位于塔南部的鲁达奇区的边防军训练中心完成高等训练。
2011年，塔的边防军、陆军和其他部队共同参与了一场军事演习，其目的是消灭两个位于吉尔吉斯斯坦-塔吉克斯坦边境的恐怖组织。

## 事故
2014年下半年，四名塔吉克边防军守卫在执勤时被阿富汗恐怖组织劫持。
2018年8月16日，二名塔吉克边防军被一名阿富汗枪手击杀。